# Xaltepec, Zoquitlán
Xaltepec är en ort i Mexiko.   Den ligger i kommunen Zoquitlán och delstaten Puebla, i den sydöstra delen av landet, 260 km sydost om huvudstaden Mexico City. Xaltepec ligger 1 169 meter över havet och antalet invånare är 155.
Terrängen runt Xaltepec är bergig åt nordost, men åt sydväst är den kuperad. Xaltepec ligger nere i en dal. Runt Xaltepec är det ganska tätbefolkat, med 120 invånare per kvadratkilometer. Närmaste större samhälle är Tecpantzacoalco, 17,9 km nordväst om Xaltepec. I omgivningarna runt Xaltepec växer i huvudsak städsegrön lövskog.